# Zamarada symmetra
Zamarada symmetra là một loài bướm đêm trong họ Geometridae.